# Trzy etiudy Chopina (film 1937)
Trzy etiudy Chopina – polski film poetycki, etiuda eksperymentalna w reżyserii Eugeniusza Cękalskiego z 1937. Autorem zdjęć jest Stanisław Wohl. Cękalski i Wohl są jednocześnie producentami oraz odpowiadają za efekty specjalne. Trzy etiudy Chopina to film dźwiękowy nagrany na czarno-białej taśmie o średnim metrażu, łączący efekty wizualne z muzyką. Żadna kopia filmu nie zachowała się do dziś. 
Obraz dwukrotnie nagrodzono: w 1937 otrzymał wyróżnienie na Festiwalu Filmowym w Wenecji, a w 1938 Nagrodę Ministra Przemysłu i Handlu na Wystawie Filmowej we Lwowie. Przyniósł on duży jak na owe czasy dochód 10 000 zł. Obraz otrzymał pozytywną opinię komisji kwalifikacyjnej ZPFK i został dopuszczony do projekcji w warszawskich kinach. Ministerstwo Wyznań Religijnych i Oświecenia Publicznego z nieznanych powodów zakazało oglądania filmu przez młodzież do 14. roku życia.
W obrazie wykorzystano muzykę skomponowaną przez Fryderyka Chopina. Za konsultację muzyczną odpowiadał Andrzej Panufnik. 
W filmie wykorzystano trzy etiudy autorstwa Chopina:
- c-moll nr 12 z op. 10 zwaną „Rewolucyjną” powstałą w latach 1829–1832[1]
- c-moll nr 12 z  op. 25 zwaną „Falami oceanu” powstałą w latach 1835–1837[2]
- Des-dur nr 8 z op. 25 zwaną „Sekstową” powstałą w latach 1829–1832[3]